# 2002-es férfi kézilabda-Európa-bajnokság
A 2002-es férfi kézilabda-Európa-bajnokságot Svédország rendezte január 25. és február 3. között. Ezen az Eb-n a korábbi 12 helyett már 16 csapat vehetett részt. A tornát a címvédő és egyben házigazda Svédország nyerte. A svédeknek ez volt a negyedik Eb-címük, ebből ez egymás után a harmadik volt.

## Helyszínek
Az Európa-bajnokság mérkőzéseinek hat svéd város adott otthont.
| Város       | Sportcsarnok   | Befogadóképesség |
| ----------- | -------------- | ---------------- |
| Göteborg    | Scandinavium   | 12 000           |
| Helsingborg | Idrottens hus  | 2700             |
| Jönköping   | Kinnarps Arena | 7000             |
| Skövde      | Arena Skövde   | 2400             |
| Stockholm   | Globen         | 16 000           |
| Västerås    | ABB Arena      | 5800             |

## Résztvevők
| A csoport     | B csoport   | C csoport     | D csoport     |
| ------------- | ----------- | ------------- | ------------- |
| Svédország    | Oroszország | Spanyolország | Franciaország |
| Lengyelország | Portugália  | Szlovénia     | Horvátország  |
| Ukrajna       | Dánia       | Izland        | Németország   |
| Csehország    | Izrael      | Svájc         | Jugoszlávia   |

## Csoportkör
Az időpontok helyi idő szerint (UTC+1) értendők.

### A csoport
| Hely. | Csapat         | M | Gy | D | V | G+ | G– | Gk  | P | Továbbjutás |
| ----- | -------------- | - | -- | - | - | -- | -- | --- | - | ----------- |
| 1.    | Svédország (R) | 3 | 3  | 0 | 0 | 86 | 63 | +23 | 6 | Középdöntő  |
| 2.    | Csehország     | 3 | 2  | 0 | 1 | 77 | 82 | −5  | 4 | Középdöntő  |
| 3.    | Ukrajna        | 3 | 1  | 0 | 2 | 78 | 80 | −2  | 2 | Középdöntő  |
| 4.    | Lengyelország  | 3 | 0  | 0 | 3 | 67 | 83 | −16 | 0 |             |

| 2002. január 25. 18:00 | Lengyelország | 24–25       | Csehország | Scandinavium, Göteborg Nézőszám: 8400 Játékvezetők: Falcone, Rätz (SUI) |
| 2002. január 25. 18:00 | Jurasik 8     | (9–11)      | Laclavik 5 | Scandinavium, Göteborg Nézőszám: 8400 Játékvezetők: Falcone, Rätz (SUI) |
| 2002. január 25. 18:00 | 3× 3×         | Jegyzőkönyv | 8× 3×      | Scandinavium, Göteborg Nézőszám: 8400 Játékvezetők: Falcone, Rätz (SUI) |

| 2002. január 25. 20:00 | Svédország | 27–21       | Ukrajna      | Scandinavium, Göteborg Nézőszám: 11 300 Játékvezetők: Nachevski, Nachevski (MKD) |
| 2002. január 25. 20:00 | Lövgren 12 | (11–9)      | Kostetskiy 5 | Scandinavium, Göteborg Nézőszám: 11 300 Játékvezetők: Nachevski, Nachevski (MKD) |
| 2002. január 25. 20:00 | 4× 3×      | Jegyzőkönyv | 5× 3× 1×     | Scandinavium, Göteborg Nézőszám: 11 300 Játékvezetők: Nachevski, Nachevski (MKD) |

| 2002. január 26. 17:00 | Csehország | 22–31       | Svédország  | Scandinavium, Göteborg Nézőszám: 11 400 Játékvezetők: Breto, Huelin (ESP) |
| 2002. január 26. 17:00 | Berka 7    | (12–14)     | Frändesjö 8 | Scandinavium, Göteborg Nézőszám: 11 400 Játékvezetők: Breto, Huelin (ESP) |
| 2002. január 26. 17:00 | 4× 3×      | Jegyzőkönyv | 4× 4×       | Scandinavium, Göteborg Nézőszám: 11 400 Játékvezetők: Breto, Huelin (ESP) |

| 2002. január 26. 19:00 | Ukrajna  | 30–23       | Lengyelország  | Scandinavium, Göteborg Nézőszám: 5700 Játékvezetők: Lemme, Ullrich (GER) |
| 2002. január 26. 19:00 | Velyky 9 | (13–13)     | négy játékos 4 | Scandinavium, Göteborg Nézőszám: 5700 Játékvezetők: Lemme, Ullrich (GER) |
| 2002. január 26. 19:00 | 6× 3× 1× | Jegyzőkönyv | 6× 3×          | Scandinavium, Göteborg Nézőszám: 5700 Játékvezetők: Lemme, Ullrich (GER) |

| 2002. január 27. 16:00 | Ukrajna       | 27–30       | Csehország        | Scandinavium, Göteborg Nézőszám: 7640 Játékvezetők: Josić, Rudić (CRO) |
| 2002. január 27. 16:00 | Kostetskiy 14 | (12–16)     | Filip, Radčenko 9 | Scandinavium, Göteborg Nézőszám: 7640 Játékvezetők: Josić, Rudić (CRO) |
| 2002. január 27. 16:00 | 4× 3×         | Jegyzőkönyv | 6× 3× 1×          | Scandinavium, Göteborg Nézőszám: 7640 Játékvezetők: Josić, Rudić (CRO) |

| 2002. január 27. 18:00 | Svédország | 28–20       | Lengyelország | Scandinavium, Göteborg Nézőszám: 11400 Játékvezetők: Klucsó, Lekrinszki (HUN) |
| 2002. január 27. 18:00 | Franzén 7  | (12–12)     | Tkaczyk 7     | Scandinavium, Göteborg Nézőszám: 11400 Játékvezetők: Klucsó, Lekrinszki (HUN) |
| 2002. január 27. 18:00 | 3× 3×      | Jegyzőkönyv | 5× 3×         | Scandinavium, Göteborg Nézőszám: 11400 Játékvezetők: Klucsó, Lekrinszki (HUN) |

### B csoport
| Hely. | Csapat      | M | Gy | D | V | G+ | G– | Gk  | P | Továbbjutás |
| ----- | ----------- | - | -- | - | - | -- | -- | --- | - | ----------- |
| 1.    | Dánia       | 3 | 2  | 1 | 0 | 81 | 71 | +10 | 5 | Középdöntő  |
| 2.    | Oroszország | 3 | 2  | 1 | 0 | 80 | 70 | +10 | 5 | Középdöntő  |
| 3.    | Portugália  | 3 | 1  | 0 | 2 | 65 | 70 | −5  | 2 | Középdöntő  |
| 4.    | Izrael      | 3 | 0  | 0 | 3 | 67 | 82 | −15 | 0 |             |

1. 1 2  Russia 25–25 Denmark

| 2002. január 25. 18:00 | Portugália | 26–15       | Izrael     | Idrottens Hus, Helsingborg Nézőszám: 1600 Játékvezetők: Lemme, Ullrich (GER) |
| 2002. január 25. 18:00 | R. Costa 5 | (12–6)      | Boutenko 5 | Idrottens Hus, Helsingborg Nézőszám: 1600 Játékvezetők: Lemme, Ullrich (GER) |
| 2002. január 25. 18:00 | 6× 3×      | Jegyzőkönyv | 1× 3×      | Idrottens Hus, Helsingborg Nézőszám: 1600 Játékvezetők: Lemme, Ullrich (GER) |

| 2002. január 25. 20:00 | Oroszország       | 25–25       | Dánia     | Idrottens Hus, Helsingborg Nézőszám: 2700 Játékvezetők: Josić, Rudić (CRO) |
| 2002. január 25. 20:00 | Ivanov, Tuchkin 5 | (12–13)     | Stryger 5 | Idrottens Hus, Helsingborg Nézőszám: 2700 Játékvezetők: Josić, Rudić (CRO) |
| 2002. január 25. 20:00 | 6× 3×             | Jegyzőkönyv | 6× 2× 1×  | Idrottens Hus, Helsingborg Nézőszám: 2700 Játékvezetők: Josić, Rudić (CRO) |

| 2002. január 26. 15:00 | Izrael   | 26–27       | Oroszország | Idrottens Hus, Helsingborg Nézőszám: 1900 Játékvezetők: Klucsó, Lekrinszki (HUN) |
| 2002. január 26. 15:00 | Maimon 7 | (11–16)     | Ivanov 6    | Idrottens Hus, Helsingborg Nézőszám: 1900 Játékvezetők: Klucsó, Lekrinszki (HUN) |
| 2002. január 26. 15:00 | 5× 3×    | Jegyzőkönyv | 2× 3×       | Idrottens Hus, Helsingborg Nézőszám: 1900 Játékvezetők: Klucsó, Lekrinszki (HUN) |

| 2002. január 26. 17:00 | Dánia          | 27–20       | Portugália          | Idrottens Hus, Helsingborg Nézőszám: 2400 Játékvezetők: Falcone, Rätz (SUI) |
| 2002. január 26. 17:00 | Christiansen 6 | (10–10)     | Galambas, Resende 5 | Idrottens Hus, Helsingborg Nézőszám: 2400 Játékvezetők: Falcone, Rätz (SUI) |
| 2002. január 26. 17:00 | 4× 3×          | Jegyzőkönyv | 5× 3× 1×            | Idrottens Hus, Helsingborg Nézőszám: 2400 Játékvezetők: Falcone, Rätz (SUI) |

| 2002. január 27. 15:00 | Oroszország              | 28–19       | Portugália | Idrottens Hus, Helsingborg Nézőszám: 1145 Játékvezetők: Nachevski, Nachevski (MKD) |
| 2002. január 27. 15:00 | Koksharov, Rastvortsev 7 | (17–7)      | Coelho 7   | Idrottens Hus, Helsingborg Nézőszám: 1145 Játékvezetők: Nachevski, Nachevski (MKD) |
| 2002. január 27. 15:00 | 2× 3×                    | Jegyzőkönyv | 2× 3×      | Idrottens Hus, Helsingborg Nézőszám: 1145 Játékvezetők: Nachevski, Nachevski (MKD) |

| 2002. január 27. 17:00 | Dánia           | 29–26       | Izrael    | Idrottens Hus, Helsingborg Nézőszám: 1810 Játékvezetők: Breto, Huelin (ESP) |
| 2002. január 27. 17:00 | Christiansen 10 | (14–8)      | Balsar 10 | Idrottens Hus, Helsingborg Nézőszám: 1810 Játékvezetők: Breto, Huelin (ESP) |
| 2002. január 27. 17:00 | 6× 3×           | Jegyzőkönyv | 7× 3× 2×  | Idrottens Hus, Helsingborg Nézőszám: 1810 Játékvezetők: Breto, Huelin (ESP) |

### C csoport
| Hely. | Csapat        | M | Gy | D | V | G+ | G– | Gk  | P | Továbbjutás |
| ----- | ------------- | - | -- | - | - | -- | -- | --- | - | ----------- |
| 1.    | Izland        | 3 | 2  | 1 | 0 | 88 | 71 | +17 | 5 | Középdöntő  |
| 2.    | Spanyolország | 3 | 2  | 1 | 0 | 73 | 66 | +7  | 5 | Középdöntő  |
| 3.    | Szlovénia     | 3 | 0  | 1 | 2 | 79 | 90 | −11 | 1 | Középdöntő  |
| 4.    | Svájc         | 3 | 0  | 1 | 2 | 78 | 91 | −13 | 1 |             |

1. 1 2  Spanyolország 24–24 Izland
2. 1 2  Szlovénia 34–34 Svájc

| 2002. január 25. 18:00 | Szlovénia   | 34–34       | Svájc           | Arena Skövde, Skövde Nézőszám: 2000 Játékvezetők: Goulão, Macau (POR) |
| 2002. január 25. 18:00 | Vugrinec 12 | (18–16)     | Kostadinovich 7 | Arena Skövde, Skövde Nézőszám: 2000 Játékvezetők: Goulão, Macau (POR) |
| 2002. január 25. 18:00 | 1× 3×       | Jegyzőkönyv | 3× 3×           | Arena Skövde, Skövde Nézőszám: 2000 Játékvezetők: Goulão, Macau (POR) |

| 2002. január 25. 20:00 | Spanyolország | 24–24       | Izland       | Arena Skövde, Skövde Nézőszám: 2000 Játékvezetők: Migas, Bavas (GRE) |
| 2002. január 25. 20:00 | Garralda 6    | (9–13)      | Stefánsson 7 | Arena Skövde, Skövde Nézőszám: 2000 Játékvezetők: Migas, Bavas (GRE) |
| 2002. január 25. 20:00 | 4× 3×         | Jegyzőkönyv | 8× 3×        | Arena Skövde, Skövde Nézőszám: 2000 Játékvezetők: Migas, Bavas (GRE) |

| 2002. január 26. 17:00 | Izland                    | 31–25       | Szlovénia | Arena Skövde, Skövde Nézőszám: 1400 Játékvezetők: Hansson, Olsson (SWE) |
| 2002. január 26. 17:00 | Jóhannesson, Stefánsson 9 | (15–11)     | Lubej 8   | Arena Skövde, Skövde Nézőszám: 1400 Játékvezetők: Hansson, Olsson (SWE) |
| 2002. január 26. 17:00 | 3× 2×                     | Jegyzőkönyv | 4× 1×     | Arena Skövde, Skövde Nézőszám: 1400 Játékvezetők: Hansson, Olsson (SWE) |

| 2002. január 26. 19:00 | Svájc           | 22–24       | Spanyolország         | Arena Skövde, Skövde Nézőszám: 1300 Játékvezetők: Boye, Jensen (DEN) |
| 2002. január 26. 19:00 | Kostadinovich 7 | (10–14)     | O'Callaghan, Ortega 5 | Arena Skövde, Skövde Nézőszám: 1300 Játékvezetők: Boye, Jensen (DEN) |
| 2002. január 26. 19:00 | 4× 3× 1×        | Jegyzőkönyv | 4× 3×                 | Arena Skövde, Skövde Nézőszám: 1300 Játékvezetők: Boye, Jensen (DEN) |

| 2002. január 27. 17:00 | Izland        | 33–22       | Svájc           | Arena Skövde, Skövde Nézőszám: 2020 Játékvezetők: Vakula, Liudovyk (UKR) |
| 2002. január 27. 17:00 | Stefánsson 11 | (15–9)      | Kostadinovich 8 | Arena Skövde, Skövde Nézőszám: 2020 Játékvezetők: Vakula, Liudovyk (UKR) |
| 2002. január 27. 17:00 | 3× 2×         | Jegyzőkönyv | 4× 3×           | Arena Skövde, Skövde Nézőszám: 2020 Játékvezetők: Vakula, Liudovyk (UKR) |

| 2002. január 27. 19:00 | Spanyolország | 25–20       | Szlovénia          | Arena Skövde, Skövde Nézőszám: 2190 Játékvezetők: Øie, Høgsnes (NOR) |
| 2002. január 27. 19:00 | Guijosa 9     | (11–7)      | Tomšič, Vugrinec 5 | Arena Skövde, Skövde Nézőszám: 2190 Játékvezetők: Øie, Høgsnes (NOR) |
| 2002. január 27. 19:00 | 4× 3×         | Jegyzőkönyv | 2× 2× 1×           | Arena Skövde, Skövde Nézőszám: 2190 Játékvezetők: Øie, Høgsnes (NOR) |

### D csoport
| Hely. | Csapat        | M | Gy | D | V | G+ | G– | Gk  | P | Továbbjutás |
| ----- | ------------- | - | -- | - | - | -- | -- | --- | - | ----------- |
| 1.    | Németország   | 3 | 2  | 1 | 0 | 68 | 57 | +11 | 5 | Középdöntő  |
| 2.    | Franciaország | 3 | 2  | 1 | 0 | 66 | 62 | +4  | 5 | Középdöntő  |
| 3.    | Jugoszlávia   | 3 | 1  | 0 | 2 | 75 | 71 | +4  | 2 | Középdöntő  |
| 4.    | Horvátország  | 3 | 0  | 0 | 3 | 70 | 89 | −19 | 0 |             |

1. 1 2  France 15–15 Germany

| 2002. január 25. 18:00 | Horvátország | 22–34       | Jugoszlávia | Husqvarna Garden, Jönköping Nézőszám: 6000 Játékvezetők: Øie, Høgsnes (NOR) |
| 2002. január 25. 18:00 | Goluža 5     | (10–17)     | Jovanović 8 | Husqvarna Garden, Jönköping Nézőszám: 6000 Játékvezetők: Øie, Høgsnes (NOR) |
| 2002. január 25. 18:00 | 4× 2×        | Jegyzőkönyv | 5× 2×       | Husqvarna Garden, Jönköping Nézőszám: 6000 Játékvezetők: Øie, Høgsnes (NOR) |

| 2002. január 25. 20:00 | Franciaország         | 15–15       | Németország      | Husqvarna Garden, Jönköping Nézőszám: 6000 Játékvezetők: Hansson, Olsson (SWE) |
| 2002. január 25. 20:00 | Fernandez, B. Gille 4 | (8–8)       | Baur, Kehrmann 4 | Husqvarna Garden, Jönköping Nézőszám: 6000 Játékvezetők: Hansson, Olsson (SWE) |
| 2002. január 25. 20:00 | 3× 3×                 | Jegyzőkönyv | 2× 2×            | Husqvarna Garden, Jönköping Nézőszám: 6000 Játékvezetők: Hansson, Olsson (SWE) |

| 2002. január 26. 17:30 | Jugoszlávia | 20–22       | Franciaország   | Husqvarna Garden, Jönköping Nézőszám: 6000 Játékvezetők: Vakula, Liudovyk (UKR) |
| 2002. január 26. 17:30 | Jovanović 8 | (9–14)      | három játékos 4 | Husqvarna Garden, Jönköping Nézőszám: 6000 Játékvezetők: Vakula, Liudovyk (UKR) |
| 2002. január 26. 17:30 | 5× 3×       | Jegyzőkönyv | 7× 2×           | Husqvarna Garden, Jönköping Nézőszám: 6000 Játékvezetők: Vakula, Liudovyk (UKR) |

| 2002. január 26. 19:30 | Németország   | 26–21       | Horvátország | Husqvarna Garden, Jönköping Játékvezetők: Goulão, Macau (POR) |
| 2002. január 26. 19:30 | Kretzschmar 7 | (13–9)      | Goluža 9     | Husqvarna Garden, Jönköping Játékvezetők: Goulão, Macau (POR) |
| 2002. január 26. 19:30 | 5× 2×         | Jegyzőkönyv | 4× 2×        | Husqvarna Garden, Jönköping Játékvezetők: Goulão, Macau (POR) |

| 2002. január 27. 16:00 | Németország             | 27–21       | Jugoszlávia | Husqvarna Garden, Jönköping Játékvezetők: Boye, Jensen (DEN) |
| 2002. január 27. 16:00 | Kehrmann, Kretzschmar 8 | (14–11)     | Jovanović 7 | Husqvarna Garden, Jönköping Játékvezetők: Boye, Jensen (DEN) |
| 2002. január 27. 16:00 | 4× 3×                   | Jegyzőkönyv | 10× 3× 1×   | Husqvarna Garden, Jönköping Játékvezetők: Boye, Jensen (DEN) |

| 2002. január 27. 18:00 | Franciaország | 29–27       | Horvátország | Husqvarna Garden, Jönköping Játékvezetők: Migas, Bavas (GRE) |
| 2002. január 27. 18:00 | Plantin 8     | (10–12)     | Bilić 10     | Husqvarna Garden, Jönköping Játékvezetők: Migas, Bavas (GRE) |
| 2002. január 27. 18:00 | 6× 3×         | Jegyzőkönyv | 5× 3×        | Husqvarna Garden, Jönköping Játékvezetők: Migas, Bavas (GRE) |

## Középdöntők
A csapatok ez egymás elleni eredményeiket magukkal hozták.

### 1. csoport
| Hely. | Csapat         | M | Gy | D | V | G+  | G–  | Gk  | P | Továbbjutás |
| ----- | -------------- | - | -- | - | - | --- | --- | --- | - | ----------- |
| 1.    | Dánia          | 5 | 4  | 1 | 0 | 131 | 113 | +18 | 9 | Elődöntők   |
| 2.    | Svédország (R) | 5 | 4  | 0 | 1 | 141 | 118 | +23 | 8 | Elődöntők   |
| 3.    | Oroszország    | 5 | 3  | 1 | 1 | 139 | 118 | +21 | 7 | 5. helyért  |
| 4.    | Csehország     | 5 | 2  | 0 | 3 | 126 | 145 | −19 | 4 | 7. helyért  |
| 5.    | Portugália     | 5 | 1  | 0 | 4 | 116 | 134 | −18 | 2 | 9. helyért  |
| 6.    | Ukrajna        | 5 | 0  | 0 | 5 | 112 | 137 | −25 | 0 | 11. helyért |

| 2002. január 29. 16:00 | Ukrajna     | 23–28       | Portugália | Scandinavium, Göteborg Nézőszám: 3200 Játékvezetők: Migas, Bavas (GRE) |
| 2002. január 29. 16:00 | Kostetsky 7 | (11–14)     | R. Costa 7 | Scandinavium, Göteborg Nézőszám: 3200 Játékvezetők: Migas, Bavas (GRE) |
| 2002. január 29. 16:00 | 7× 3×       | Jegyzőkönyv | 6× 3×      | Scandinavium, Göteborg Nézőszám: 3200 Játékvezetők: Migas, Bavas (GRE) |

| 2002. január 29. 18:00 | Csehország | 25–31       | Dánia           | Scandinavium, Göteborg Nézőszám: 9200 Játékvezetők: Nachevski, Nachevski (MKD) |
| 2002. január 29. 18:00 | Heinz 8    | (10–18)     | Christiansen 13 | Scandinavium, Göteborg Nézőszám: 9200 Játékvezetők: Nachevski, Nachevski (MKD) |
| 2002. január 29. 18:00 | 5× 3×      | Jegyzőkönyv | 7× 3× 1×        | Scandinavium, Göteborg Nézőszám: 9200 Játékvezetők: Nachevski, Nachevski (MKD) |

| 2002. január 29. 20:00 | Svédország | 30–26       | Oroszország   | Scandinavium, Göteborg Nézőszám: 11 400 Játékvezetők: Lemme, Ullrich (GER) |
| 2002. január 29. 20:00 | Lövgren 12 | (18–14)     | Rastvortsev 7 | Scandinavium, Göteborg Nézőszám: 11 400 Játékvezetők: Lemme, Ullrich (GER) |
| 2002. január 29. 20:00 | 6× 3×      | Jegyzőkönyv | 4× 3×         | Scandinavium, Göteborg Nézőszám: 11 400 Játékvezetők: Lemme, Ullrich (GER) |

| 2002. január 30. 16:00 | Csehország | 20–29       | Oroszország | Scandinavium, Göteborg Nézőszám: 3250 Játékvezetők: Øie, Høgsnes (NOR) |
| 2002. január 30. 16:00 | Filip 9    | (8–12)      | Voronin 7   | Scandinavium, Göteborg Nézőszám: 3250 Játékvezetők: Øie, Høgsnes (NOR) |
| 2002. január 30. 16:00 | 5× 3×      | Jegyzőkönyv | 5× 3×       | Scandinavium, Göteborg Nézőszám: 3250 Játékvezetők: Øie, Høgsnes (NOR) |

| 2002. január 30. 18:00 | Ukrajna    | 17–21       | Dánia      | Scandinavium, Göteborg Játékvezetők: Breto, Huelin (ESP) |
| 2002. január 30. 18:00 | Petrenko 6 | (7–11)      | Jeppesen 6 | Scandinavium, Göteborg Játékvezetők: Breto, Huelin (ESP) |
| 2002. január 30. 18:00 | 3× 3×      | Jegyzőkönyv | 3× 3×      | Scandinavium, Göteborg Játékvezetők: Breto, Huelin (ESP) |

| 2002. január 30. 20:00 | Svédország  | 27–22       | Portugália      | Scandinavium, Göteborg Nézőszám: 10 650 Játékvezetők: Josić, Rudić (CRO) |
| 2002. január 30. 20:00 | Petersson 8 | (15–12)     | három játékos 4 | Scandinavium, Göteborg Nézőszám: 10 650 Játékvezetők: Josić, Rudić (CRO) |
| 2002. január 30. 20:00 | 6× 3× 1×    | Jegyzőkönyv | 3× 2×           | Scandinavium, Göteborg Nézőszám: 10 650 Játékvezetők: Josić, Rudić (CRO) |

| 2002. január 31. 16:00 | Csehország      | 29–27       | Portugália | Scandinavium, Göteborg Nézőszám: 3750 Játékvezetők: Lemme, Ullrich (GER) |
| 2002. január 31. 16:00 | három játékos 6 | (14–14)     | R. Costa 9 | Scandinavium, Göteborg Nézőszám: 3750 Játékvezetők: Lemme, Ullrich (GER) |
| 2002. január 31. 16:00 | 4× 3×           | Jegyzőkönyv | 6× 3×      | Scandinavium, Göteborg Nézőszám: 3750 Játékvezetők: Lemme, Ullrich (GER) |

| 2002. január 31. 18:00 | Ukrajna     | 24–31       | Oroszország | Scandinavium, Göteborg Játékvezetők: Josić, Rudić (CRO) |
| 2002. január 31. 18:00 | Kostetsky 6 | (10–12)     | Tuchkin 6   | Scandinavium, Göteborg Játékvezetők: Josić, Rudić (CRO) |
| 2002. január 31. 18:00 | 6× 3×       | Jegyzőkönyv | 4× 2×       | Scandinavium, Göteborg Játékvezetők: Josić, Rudić (CRO) |

| 2002. január 31. 20:00 | Svédország           | 26–27       | Dánia              | Scandinavium, Göteborg Nézőszám: 11 700 Játékvezetők: Øie, Høgsnes (NOR) |
| 2002. január 31. 20:00 | Andersson, Lövgren 7 | (14–11)     | Boldsen, Stryger 5 | Scandinavium, Göteborg Nézőszám: 11 700 Játékvezetők: Øie, Høgsnes (NOR) |
| 2002. január 31. 20:00 | 5× 1×                | Jegyzőkönyv | 4× 3×              | Scandinavium, Göteborg Nézőszám: 11 700 Játékvezetők: Øie, Høgsnes (NOR) |

### 2. csoport
| Hely. | Csapat        | M | Gy | D | V | G+  | G–  | Gk  | P | Továbbjutás |
| ----- | ------------- | - | -- | - | - | --- | --- | --- | - | ----------- |
| 1.    | Izland        | 5 | 3  | 2 | 0 | 144 | 125 | +19 | 8 | Elődöntők   |
| 2.    | Németország   | 5 | 3  | 1 | 1 | 116 | 111 | +5  | 7 | Elődöntők   |
| 3.    | Franciaország | 5 | 2  | 2 | 1 | 123 | 109 | +14 | 6 | 5. helyért  |
| 4.    | Spanyolország | 5 | 2  | 1 | 2 | 126 | 122 | +4  | 5 | 7. helyért  |
| 5.    | Jugoszlávia   | 5 | 1  | 1 | 3 | 126 | 139 | −13 | 3 | 9. helyért  |
| 6.    | Szlovénia     | 5 | 0  | 1 | 4 | 118 | 147 | −29 | 1 | 11. helyért |

| 2002. január 29. 16:00 | Izland        | 26–26       | Franciaország | Västeråshallen, Västerås Nézőszám: 2800 Játékvezetők: Falcone, Rätz (SUI) |
| 2002. január 29. 16:00 | Jóhannesson 6 | (14–12)     | Burdet 7      | Västeråshallen, Västerås Nézőszám: 2800 Játékvezetők: Falcone, Rätz (SUI) |
| 2002. január 29. 16:00 | 7× 3×         | Jegyzőkönyv | 8× 3×         | Västeråshallen, Västerås Nézőszám: 2800 Játékvezetők: Falcone, Rätz (SUI) |

| 2002. január 29. 18:00 | Szlovénia    | 24–24       | Jugoszlávia | Västeråshallen, Västerås Játékvezetők: Klucsó, Lekrinszki (HUN) |
| 2002. január 29. 18:00 | Pungartnik 9 | (11–14)     | Matić 9     | Västeråshallen, Västerås Játékvezetők: Klucsó, Lekrinszki (HUN) |
| 2002. január 29. 18:00 | 2× 3×        | Jegyzőkönyv | 5× 3× 1×    | Västeråshallen, Västerås Játékvezetők: Klucsó, Lekrinszki (HUN) |

| 2002. január 29. 20:00 | Spanyolország | 18–19       | Németország | Västeråshallen, Västerås Játékvezetők: Vakula, Liudovyk (UKR) |
| 2002. január 29. 20:00 | Ortega 6      | (9–8)       | Stephan 6   | Västeråshallen, Västerås Játékvezetők: Vakula, Liudovyk (UKR) |
| 2002. január 29. 20:00 | 4× 3× 1×      | Jegyzőkönyv | 6× 3×       | Västeråshallen, Västerås Játékvezetők: Vakula, Liudovyk (UKR) |

| 2002. január 30. 16:00 | Izland        | 34–26       | Jugoszlávia | Västeråshallen, Västerås Nézőszám: 3480 Játékvezetők: Goulão, Macau (POR) |
| 2002. január 30. 16:00 | Stefánsson 10 | (16–14)     | Škrbić 6    | Västeråshallen, Västerås Nézőszám: 3480 Játékvezetők: Goulão, Macau (POR) |
| 2002. január 30. 16:00 | 2× 3×         | Jegyzőkönyv | 5× 2×       | Västeråshallen, Västerås Nézőszám: 3480 Játékvezetők: Goulão, Macau (POR) |

| 2002. január 30. 18:00 | Szlovénia | 28–31       | Németország | Västeråshallen, Västerås Nézőszám: 3660 Játékvezetők: Hansson, Olsson (SWE) |
| 2002. január 30. 18:00 | Pajovič 6 | (12–12)     | Hens 6      | Västeråshallen, Västerås Nézőszám: 3660 Játékvezetők: Hansson, Olsson (SWE) |
| 2002. január 30. 18:00 | 2× 3×     | Jegyzőkönyv | 4× 3×       | Västeråshallen, Västerås Nézőszám: 3660 Játékvezetők: Hansson, Olsson (SWE) |

| 2002. január 30. 20:00 | Spanyolország | 27–24       | Franciaország | Västeråshallen, Västerås Nézőszám: 3870 Játékvezetők: Boye, Jensen (DEN) |
| 2002. január 30. 20:00 | Urdiales 5    | (13–11)     | Girault 7     | Västeråshallen, Västerås Nézőszám: 3870 Játékvezetők: Boye, Jensen (DEN) |
| 2002. január 30. 20:00 | 8× 3×         | Jegyzőkönyv | 9× 3× 1×      | Västeråshallen, Västerås Nézőszám: 3870 Játékvezetők: Boye, Jensen (DEN) |

| 2002. január 31. 16:00 | Spanyolország | 32–35       | Jugoszlávia       | Västeråshallen, Västerås Nézőszám: 2300 Játékvezetők: Hansson, Olsson (SWE) |
| 2002. január 31. 16:00 | Entrerríos 10 | (15–15)     | Lisičić, Škrbić 8 | Västeråshallen, Västerås Nézőszám: 2300 Játékvezetők: Hansson, Olsson (SWE) |
| 2002. január 31. 16:00 | 4× 2×         | Jegyzőkönyv | 5× 2×             | Västeråshallen, Västerås Nézőszám: 2300 Játékvezetők: Hansson, Olsson (SWE) |

| 2002. január 31. 18:00 | Szlovénia    | 21–36       | Franciaország | Västeråshallen, Västerås Nézőszám: 3300 Játékvezetők: Goulão, Macau (POR) |
| 2002. január 31. 18:00 | Pungartnik 5 | (10–19)     | Fernandez 12  | Västeråshallen, Västerås Nézőszám: 3300 Játékvezetők: Goulão, Macau (POR) |
| 2002. január 31. 18:00 | 6× 3× 1×     | Jegyzőkönyv | 4× 3×         | Västeråshallen, Västerås Nézőszám: 3300 Játékvezetők: Goulão, Macau (POR) |

| 2002. január 31. 20:00 | Izland        | 29–24       | Németország | Västeråshallen, Västerås Nézőszám: 3900 Játékvezetők: Klucsó, Lekrinszki (HUN) |
| 2002. január 31. 20:00 | Jóhannesson 8 | (15–11)     | Hens 5      | Västeråshallen, Västerås Nézőszám: 3900 Játékvezetők: Klucsó, Lekrinszki (HUN) |
| 2002. január 31. 20:00 | 6× 3×         | Jegyzőkönyv | 7× 3×       | Västeråshallen, Västerås Nézőszám: 3900 Játékvezetők: Klucsó, Lekrinszki (HUN) |

## Helyosztók

### A 11. helyért
| 2002. február 2. 9:30 | Ukrajna       | 34–29       | Szlovénia  | Globen Arena, Stockholm Nézőszám: 2000 Játékvezetők: Lemme, Ullrich (GER) |
| 2002. február 2. 9:30 | Kostetskiy 11 | (20–14)     | Vugrinec 7 | Globen Arena, Stockholm Nézőszám: 2000 Játékvezetők: Lemme, Ullrich (GER) |
| 2002. február 2. 9:30 | 5× 3×         | Jegyzőkönyv | 5× 3× 1×   | Globen Arena, Stockholm Nézőszám: 2000 Játékvezetők: Lemme, Ullrich (GER) |

### A 9. helyért
| 2002. február 3. 9:30 | Portugália  | 31–25       | Jugoszlávia | Globen Arena, Stockholm Nézőszám: 1000 Játékvezetők: Boye, Jensen (DEN) |
| 2002. február 3. 9:30 | Andorinho 9 | (15–12)     | Jovanović 8 | Globen Arena, Stockholm Nézőszám: 1000 Játékvezetők: Boye, Jensen (DEN) |
| 2002. február 3. 9:30 | 4× 3×       | Jegyzőkönyv | 1× 3×       | Globen Arena, Stockholm Nézőszám: 1000 Játékvezetők: Boye, Jensen (DEN) |

### A 7. helyért
| 2002. február 2. 12:00 | Csehország | 29–36       | Spanyolország | Globen Arena, Stockholm Nézőszám: 4150 Játékvezetők: Klucsó, Lekrinszki (HUN) |
| 2002. február 2. 12:00 | Filip 10   | (14–17)     | Hernández 8   | Globen Arena, Stockholm Nézőszám: 4150 Játékvezetők: Klucsó, Lekrinszki (HUN) |
| 2002. február 2. 12:00 | 4× 2×      | Jegyzőkönyv | 7× 3×         | Globen Arena, Stockholm Nézőszám: 4150 Játékvezetők: Klucsó, Lekrinszki (HUN) |

### Az 5. helyért
| 2002. február 3. 12:00 | Oroszország     | 31–28       | Franciaország | Globen Arena, Stockholm Nézőszám: 3050 Játékvezetők: Øie, Høgsnes (NOR) |
| 2002. február 3. 12:00 | Krivoshlykov 10 | (14–11)     | B. Gille 5    | Globen Arena, Stockholm Nézőszám: 3050 Játékvezetők: Øie, Høgsnes (NOR) |
| 2002. február 3. 12:00 | 3× 3×           | Jegyzőkönyv | 2× 2×         | Globen Arena, Stockholm Nézőszám: 3050 Játékvezetők: Øie, Høgsnes (NOR) |

## Egyenes kieséses szakasz

### Ágrajz
|  |             |             |            |               |    |             |             |       |
|  | Elődöntők   | Elődöntők   | Elődöntők  |               |    | Döntő       | Döntő       | Döntő |
|  | Elődöntők   | Elődöntők   | Elődöntők  |               |    | Döntő       | Döntő       | Döntő |
|  | február 2.  |             |            |               |    |             |             |       |
|  |             |             |            |               |    |             |             |       |
|  | Dánia       | Dánia       | 23         |               |    |             |             |       |
|  | Dánia       | Dánia       | 23         | február 3.    |    |             |             |       |
|  | Németország | Németország | 28         |               |    |             |             |       |
|  | Németország | Németország | 28         |               |    | Németország | Németország | 31    |
|  | február 2.  |             |            |               |    | Németország | Németország | 31    |
|  |             |             | Svédország | Svédország    | 33 |             |             |       |
|  | Svédország  | Svédország  | Svédország | Svédország    | 33 | 33          |             |       |
|  | Svédország  | Svédország  |            |               |    |             |             |       |
|  | Izland      | Izland      | 22         |               |    |             |             |       |
|  | Izland      | Izland      | 22         | Bronzmérkőzés |    |             |             |       |
|  |             |             |            |               |    |             |             |       |
|  | február 3.  |             |            |               |    |             |             |       |
|  |             |             |            |               |    |             |             |       |
|  | Dánia       | Dánia       | 29         |               |    |             |             |       |
|  | Dánia       | Dánia       | 29         |               |    |             |             |       |
|  | Izland      | Izland      | 22         |               |    |             |             |       |
|  | Izland      | Izland      | 22         |               |    |             |             |       |

### Elődöntők
| 2002. február 2. 16:00 | Svédország           | 33–22       | Izland       | Globen Arena, Stockholm Nézőszám: 14 000 Játékvezetők: Goulão, Macau (POR) |
| 2002. február 2. 16:00 | Lövgren, Petersson 6 | (14–12)     | Stefánsson 6 | Globen Arena, Stockholm Nézőszám: 14 000 Játékvezetők: Goulão, Macau (POR) |
| 2002. február 2. 16:00 | 2× 2×                | Jegyzőkönyv | 3×           | Globen Arena, Stockholm Nézőszám: 14 000 Játékvezetők: Goulão, Macau (POR) |

| 2002. február 2. 18:30 | Németország | 23–28       | Dánia         | Globen Arena, Stockholm Nézőszám: 13 550 Játékvezetők: Josić, Rudić (CRO) |
| 2002. február 2. 18:30 | Stryger 6   | (12–13)     | Baur, Zerbe 7 | Globen Arena, Stockholm Nézőszám: 13 550 Játékvezetők: Josić, Rudić (CRO) |
| 2002. február 2. 18:30 | 8× 2×       | Jegyzőkönyv | 5× 3×         | Globen Arena, Stockholm Nézőszám: 13 550 Játékvezetők: Josić, Rudić (CRO) |

### Bronzmérkőzés
| 2002. február 3. 15:30 | Dánia      | 29–22       | Izland          | Globen Arena, Stockholm Nézőszám: 12 380 Játékvezetők: Vakula, Liudovyk (UKR) |
| 2002. február 3. 15:30 | Jeppesen 8 | (13–11)     | S. Sigurðsson 6 | Globen Arena, Stockholm Nézőszám: 12 380 Játékvezetők: Vakula, Liudovyk (UKR) |
| 2002. február 3. 15:30 | 5× 3× 1×   | Jegyzőkönyv | 6× 3× 1×        | Globen Arena, Stockholm Nézőszám: 12 380 Játékvezetők: Vakula, Liudovyk (UKR) |

### Döntő
| 2002. február 3. 18:00 | Németország     | 31–33 (h. u.)  | Svédország | Globen Arena, Stockholm Nézőszám: 14 300 Játékvezetők: Nachevski, Nachevski (MKD) |
| 2002. február 3. 18:00 | három játékos 6 | (14–13, 26–26) | Lövgren 8  | Globen Arena, Stockholm Nézőszám: 14 300 Játékvezetők: Nachevski, Nachevski (MKD) |
| 2002. február 3. 18:00 | 7× 3×           | Jegyzőkönyv    | 9× 3×      | Globen Arena, Stockholm Nézőszám: 14 300 Játékvezetők: Nachevski, Nachevski (MKD) |

| A 2002-es férfi kézilabda-Európa-bajnokság győztese |
| --------------------------------------------------- |
| · Svédország · 4. cím                               |

## Végeredmény
| Hely. | Csapat         | M | Gy | D | V | G+  | G–  | Gk  | P  |
| ----- | -------------- | - | -- | - | - | --- | --- | --- | -- |
|       | Svédország (R) | 8 | 7  | 0 | 1 | 235 | 191 | +44 | 14 |
|       | Németország    | 8 | 5  | 1 | 2 | 201 | 188 | +13 | 11 |
|       | Dánia          | 8 | 6  | 1 | 1 | 212 | 190 | +22 | 13 |
| 4.    | Izland         | 8 | 4  | 2 | 2 | 222 | 209 | +13 | 10 |
|       |                |   |    |   |   |     |     |     |    |
| 5.    | Oroszország    | 7 | 5  | 1 | 1 | 197 | 172 | +25 | 11 |
| 6.    | Franciaország  | 7 | 3  | 2 | 2 | 180 | 167 | +13 | 8  |
| 7.    | Spanyolország  | 7 | 4  | 1 | 2 | 186 | 173 | +13 | 9  |
| 8.    | Csehország     | 7 | 3  | 0 | 4 | 180 | 205 | −25 | 6  |
| 9.    | Portugália     | 7 | 3  | 0 | 4 | 173 | 174 | −1  | 6  |
| 10.   | Jugoszlávia    | 7 | 2  | 1 | 4 | 185 | 192 | −7  | 5  |
| 11.   | Ukrajna        | 7 | 2  | 0 | 5 | 176 | 189 | −13 | 4  |
| 12.   | Szlovénia      | 7 | 0  | 2 | 5 | 181 | 215 | −34 | 2  |
|       |                |   |    |   |   |     |     |     |    |
| 13.   | Svájc          | 3 | 0  | 1 | 2 | 78  | 91  | −13 | 1  |
| 14.   | Izrael         | 3 | 0  | 0 | 3 | 67  | 82  | −15 | 0  |
| 15.   | Lengyelország  | 3 | 0  | 0 | 3 | 67  | 83  | −16 | 0  |
| 16.   | Horvátország   | 3 | 0  | 0 | 3 | 70  | 89  | −19 | 0  |